# TT111
TT111 (Theban Tomb 111) è la sigla che identifica una delle Tombe dei Nobili ubicate nell’area della cosiddetta Necropoli Tebana, sulla sponda occidentale del Nilo dinanzi alla città di Luxor, in Egitto. Destinata a sepolture di nobili e funzionari connessi alle case regnanti, specie del Nuovo Regno, l'area venne sfruttata, come necropoli, fin dall'Antico Regno e, successivamente, sino al periodo Saitico (con la XXVI dinastia) e Tolemaico.

## Titolare
TT111 era la tomba di:
| Titolare  | Titolo                                                                      | Necropoli           | Dinastia/Periodo         | Note                                                      |
| --------- | --------------------------------------------------------------------------- | ------------------- | ------------------------ | --------------------------------------------------------- |
| Amenwahsu | Scriba del dominio di Amon; capo della casa di Amon; prete "wab" di Sekhmet | Sheikh Abd el-Qurna | XIX dinastia (Ramses II) | nella piana, nello stesso cortile delle tombe TT50 e TT51 |

## Biografia
Simut, Capo dei Disegnatori di contorni, fu suo padre, Wuiaj sua madre e Iuy, Cantatrice di Bubasti, sua moglie.

## La tomba
La tomba, di forma irregolare, con una sala trasversale non completa, benché decorata, nel lato a est e una camera interna che devia dalla perpendicolarità tipica delle tombe a "T" rovesciata del periodo, si trova in un cortile in cui si aprono gli accessi anche alle tombe TT50 e TT51. Un corridoio, sulle cui pareti sono rappresentati il defunto e la moglie, nonché un inno a Ra, dà accesso alla sala trasversale su cui sono riportati brani del Libro delle Porte, nonché della Confessione negativa del defunto in presenza degli dei dell'Ogdoade mentre si procede alla pesatura dell'anima; sono inoltre rappresentati i Campi di Iaru. Un corridoio, sulle cui pareti sono rappresentati il defunto e la moglie purificati da preti, porta alla camera più interna.

### Annotazioni
1. ↑  La prima numerazione delle tombe, dalla numero 1 alla 253, risale al 1913 con l’edizione del "Topographical Catalogue of the Private Tombs of Thebes" di Alan Gardiner e Arthur Weigall. Le tombe erano numerate in ordine di scoperta e non geografico; ugualmente in ordine cronologico di scoperta sono le tombe dalla 253 in poi.
2. ↑  I campi della Duat, ovvero l'aldilà egizio, si trovavano, secondo le credenze, proprio sulla riva occidentale del grande fiume.
3. ↑  Nella sua epoca di utilizzo, l'area era nota come "Quella di fronte al suo Signore" (con riferimento alla riva orientale, dove si trovavano le strutture dei Palazzi di residenza dei re e i templi dei principali dei) o, più semplicemente, "Occidente di Tebe".
4. ↑  le Tombe dei Nobili, benché raggruppate in un'unica area, sono di fatto distribuite su più necropoli distinte.
5. ↑  Le note, sovente di inquadramento topografico della tomba, sono tratte dal "Topographical Catalogue" di Gardiner e Weigall, ed. 1913 e fanno perciò riferimento alla situazione dell'epoca.
6. ↑  I preti "wab", ma anche "uab", o "uebu", appartenevano al basso clero ed erano incaricati della manutenzione degli strumenti del culto e degli oggetti comunque ad esso connessi. A loro competeva il lavacro e l'abbigliamento giornaliero della statua del dio presso cui operavano e a loro competeva il trasporto della statua del dio (generalmente su una barca sacra) durante le cerimonie. Erano gerarchicamente sottoposti ad un "grande prete wab" cui competevano le operazioni giornaliere di culto della divinità.

### Fonti
1. ↑  Gardiner e Weigall 1913.
2. ↑  Donadoni 1999,  p. 115.
3. ↑  Gardiner e Weigall 1913, p. 26.
4. ↑  Gardiner e Weigall 1913, pp. 26-27.
5. 1 2  Porter e Moss 1927,  p. 229.
6. ↑  Porter e Moss 1927,  p. 227.